# Impatiens minae
Impatiens minae är en balsaminväxtart som beskrevs av Ratheesh, Anil Kumar och Sivad. Impatiens minae ingår i släktet balsaminer, och familjen balsaminväxter. Inga underarter finns listade i Catalogue of Life.